# M'Ress
M'Ress är en fiktiv animerad rollfigur i Star Treks universum och porträtterades röstvis av Majel Barrett. Hon är en återkommande rollfigur i TV-serien Star Trek: Animated Series, vilken ursprungligen visades på amerikanska NBC mellan 1973 och 1974. Hon finns även med i ett antal böcker och seriemagasin inom Star Treks universum.

## Beskrivning
Löjtnant M'Ress är en kvinnlig officer i Stjärnflottan under James T. Kirks befäl. Hennes tjänstgöring är koncentrerad till maskinsektorn på rymdskeppet USS Enterprise (NCC-1701), men hon får ibland även agera avlösande kommunikationsofficer (relief communications officer).
Hon är Caitier, det vill säga en kattliknande varelse från planeten Cait, och har därför ett kattlikt utseende och kattlika egenskaper som lång tjock orange päls, gula ögon, fyra tår på varje tass och hennes röst är mjuk och spinnande. Hon använder inte skor.

## Medverkanden
M'Ress är med i sex avsnitt av den animerade TV-serien Star Trek: Animated Series, med debut i avsnittet The Survivor. Övriga avsnitt som hon förekommer i är Once Upon a Planet, Mudd's Passion, The Eye of the Beholder, Bem och The Practical Joker.
Hon förekommer även i David Gerrolds Star Trekroman The Galactic Whirlpool, utgiven 1980 av Ballantine Books, samt i flera nummer av DC Comics version av Star Trek från 1980-talet. Dessa berättelser utspelar sig några år efter slutförandet av Enterprises ursprungliga femåriga uppdrag. 
Hon återkommer i bokserien Star Trek: New Frontier som utspelas under Star Trek: The Next Generation-eran. Förklaringen till tidshoppet är att en tidsanomali har fört henne till framtiden. I New Frontier-böckerna tjänstgör hon ombord på USS Trident och blir där anklagad för delaktighet i mentala manipuleringar av en överordnad officer samt för mordet på denne.

## Namnet
M'Ress från Star Trek-berättelserna delar namn och art med en bifigur i science fictionförfattaren Elf Stenbergs erotiska berättelse The Journal Entries of Kennet R'yal Shardik. Stenbergs variant på kattart kallas felinzi.